# Liste der Monuments historiques in Donnemarie-Dontilly
Die Liste der Monuments historiques in Donnemarie-Dontilly führt die Monuments historiques in der französischen Gemeinde Donnemarie-Dontilly auf.

## Liste der Bauwerke
| Bezeichnung                      | Beschreibung              | Standort          | Kennzeichnung | Schutzstatus | Datum     | Bild           |
| -------------------------------- | ------------------------- | ----------------- | ------------- | ------------ | --------- | -------------- |
| Kirche Notre-Dame-de-la-Nativité | Erbaut im 13. Jahrhundert | Donnemarie (Lage) | PA00086929    | Classé       | 1846 1921 | weitere Bilder |
| Kirche St-Pierre                 | Erbaut im 11. Jahrhundert | Dontilly (Lage)   | PA00086930    | Classé       | 1930      | weitere Bilder |
| Kalkofen                         | Erbaut 1866               | (Lage)            | PA00086931    | Inscrit      | 1931      | weitere Bilder |

## Liste der Objekte

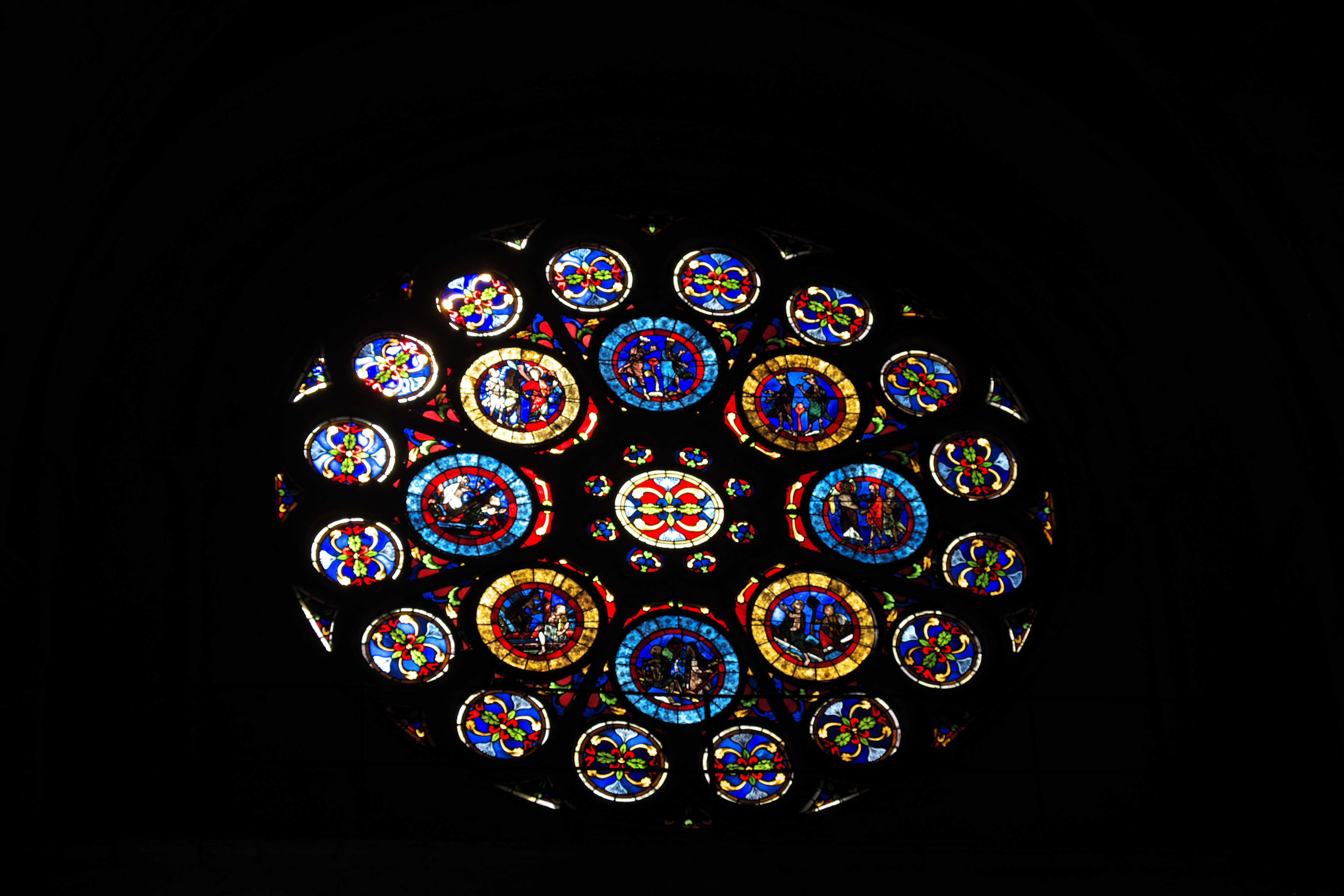
Rosette (13. Jahrhundert) in der Kirche Notre-Dame-de-la-Nativité mit Szenen des Jüngsten Gerichts

- Monuments historiques (Objekte) in Donnemarie-Dontilly in der Base Palissy des französischen Kultusministeriums